# Chinattus
Chinattus là một chi nhện trong họ Salticidae.